# 379 f.Kr.

## Händelser

### Efter plats

#### Grekland
- Sparta segrar över det Kalkidiska förbundet och inför bestämmelser som gynnar kung Amyntas III av Makedonien.
- En liten grupp exilthebier, ledda av Pelopidas, infiltrerar staden Thebe och mördar ledarna för den prospartanska regeringen. Epaminondas och Gorgidas leder en grupp unga män, som bryter sig in i stadens vapenförråd, tar vapen och omringar spartanerna i Kadmeia, assisterade av atenska hopliter. Inför den thebiska församlingen för Epaminondas och Gorgidas nästa dag fram Pelopidas och hans män inför publiken och uppmanar thebierna att slåss för sin frihet. Församlingen svarar med att erkänna Pelopidas och hans män som befriare. Då de fruktar för sina liv kapitulerar spartanerna och evakueras. Thebierna i det prospartanska partiet tillåts också kapitulera; de avrättas kort därefter.
- Thebierna lyckas återupprätta den gamla boeotiska konfederationen i en ny, demokratisk form. Städerna i Boeotien förenas till en federation med en exekutiv ledning under ett antal generaler (eller boeotarker), valda från sju distrikts i Boeotien.